# Movimento para a Restauração dos Dez Mandamentos de Deus
O Movimento para a Restauração dos Dez Mandamentos de Deus foi um movimento religioso fundado por Credonia Mwerinde e Joseph Kibweteere no sudoeste de Uganda. Foi formado em 1989 depois que Mwerinde e Kibweteere alegaram terem visões da Virgem Maria. Os cinco líderes principais foram Joseph Kibweteere, Joseph Kasapurari, John Kamagara, Dominic Kataribabo e Credonia Mwerinde.
No início de 2000, seguidores do movimento religioso morreram em um incêndio e uma série de envenenamentos e assassinatos que inicialmente foram considerados um suicídio coletivo. Mais tarde, foi determinado que foi um assassinato em massa pelos líderes do grupo depois que suas previsões do apocalipse falharam. Em sua cobertura desse evento, a BBC News e o The New York Times se referiram ao movimento como um culto apocalíptico.

## Crenças
Os objetivos do Movimento para a Restauração dos Dez Mandamentos de Deus eram obedecer aos Dez Mandamentos e pregar a palavra de Jesus Cristo. Eles ensinaram que, para evitar a danação no apocalipse, era preciso seguir rigorosamente os Mandamentos. A ênfase nos Mandamentos era tão forte que o grupo desencorajava as conversas, por medo de quebrar o Nono Mandamento, "Não dirás falso testemunho contra o teu próximo", e em alguns momentos a comunicação era feita apenas em linguagem de sinais. O jejum era realizado regularmente, e apenas uma refeição era feita às sextas e segundas-feiras. O sexo era proibido, assim como o sabão.
Os líderes do movimento declararam que o apocalipse ocorreria em 31 de dezembro de 1999. O grupo tinha uma forte ênfase em um fim dos tempos apocalíptico, destacado por seu livreto A Timely Message from Heaven: The End of the Present Time. Os novos membros eram obrigados a estudá-lo e serem treinados em seu texto, lendo-o até seis vezes. Também ensinavam que a Virgem Maria teria um papel especial no final e que ela também se comunicava com sua liderança. Eles se comportavam como a Arca de Noé, um navio de justiça em um mar de depravação.
O movimento desenvolveu uma hierarquia de visionários, liderada por Mwerinde. Abaixo deles estavam ex-padres que serviram como teólogos e explicaram suas mensagens. Embora o grupo tivesse se separado da Igreja Católica, tivesse ícones católicos colocados com destaque e destituído padres e freiras em sua liderança, os laços com a Igreja eram apenas tênues.

## Contexto
O passado recente de Uganda havia sido marcado por turbulências políticas e sociais. O governo de Idi Amin, a pandemia de AIDS e a guerra civil ugandense causaram estragos em todo o país. As pessoas se tornaram pessimistas e fatalistas, e a estabelecida Igreja Católica Romana estava se desviando, envolta em escândalos e os fiéis estavam ficando insatisfeitos. Nesse vazio, muitos grupos pós-católicos se formaram no final da década de 1980 como uma população confusa e traumatizada voltada para autodeclarados messias carismáticos que renunciaram à autoridade do governo e da Igreja. Um exemplo desse fenômeno foi o grupo de resistência cristã, o Movimento do Espírito Santo, que lutou contra o governo de Yoweri Museveni.
Um ex-membro de outra seita não relacionada, Paul Ikazire, explicaria sua motivação para se juntar ao Movimento para a Restauração dos Dez Mandamentos de Deus: "Nós nos juntamos ao movimento como um protesto contra a Igreja Católica. Tínhamos boas intenções. A igreja estava retrocedendo, os padres estavam cobertos de escândalos e o flagelo da AIDS estava cobrando seu preço dos fiéis. O mundo parecia prestes a acabar."